# Okres Criuleni
Criuleni je okres v středním Moldavsku. Žije zde okolo 71 tisíc obyvatel a jeho sídlem je město Criuleni. Na severu sousedí s okresem Orhei, na východě se separatistickým územím Podněstří, na jihu s okresem Anenii Noi, na západě s hlavním městem Kišiněv a uvnitř okresu se rozprostírá okres Dubăsari.